# Unforgettable (serie de televisión de 2013)
Unforgettable es una serie de televisión filipina transmitida por GMA Network en 2013. Está protagonizada por Kylie Padilla, Mark Herras, Benjamin Alves y Pauleen Luna.

## Elenco

### Elenco principal
- Kylie Padilla como Rosanna "Anna" Bautista.
- Mark Herras como Eduardo "Ed" Manalastas.
- Benjamin Alves como Atty. Miguel de Ocampo.
- Pauleen Luna como Costance "Coney" de Ocampo.

### Elenco secundario
- Phillip Salvador como Atty. Manuel de Ocampo.
- Polo Ravales como Atty. Arnold Regalado.
- Pancho Magno como Darwin Toledo.
- Glydel Mercado como Elvira Bautista.
- Carmi Martin como Consuelo "Concha" de Ocampo.
- Timmy Cruz como Raymunda "Munding" Manalastas.
- Chariz Solomon como Ruth Natividad.
- Roy Alvarez como Salvador "Badong" Leoncio.
- Kevin Santos como Randy Legaspi.
- Rocco Nacino como Terrence Agustin.
- Bianca Umali como Agatha Regalado.
- Lenlen Frial como Rona.
- Jana Trites como Isabel.